# Ornithogalum visianicum
Ornithogalum visianicum (лат.) — вымерший в течение XX—XXI веков вид однодольных цветковых растений рода Птицемлечник (Ornithogalum) семейства Спаржевые (Asparagaceae). Впервые описан итальянским ботаником Муцио Томмасини в 1876 году.
Синоним — Loncomelos visianicum (Tomm.) Speta.

## Распространение и среда обитания
Эндемик архипелага Палагружа (Хорватия).
Произрастал на приморских скалах.

## Ботаническое описание
Луковичный геофит.
Был близок виду Ornithogalum pyrenaicum, отличаясь от последнего зеленовато-жёлтым околоцветником и яйцевидной формой завязи.

## Природоохранная ситуация
Ранее вид был занесён в Красную книгу в статусе «DD» (недостаточно данных).
Предпринимались безуспешные попытки сохранить редкое растение: Ornithogalum visianicum вносился в перечни строго охраняемых растений, сбор которых в Хорватии запрещён.